# おでかけ!
『おでかけ!』は、2002年10月2日から2009年3月30日まで毎日放送テレビ（MBSテレビ）で放送された5分間の情報番組。

## 概要
毎回1人の女性タレントが関西各地の店（主に飲食店）へ出向き、その詳細をリポートをしていたミニ番組である。番組後半では映画情報や音楽情報を伝えたり、毎日放送の番組宣伝を行ったりしていた。
この番組は、週に2回の放送を基本としていた。また、出演者も1人が複数回続けて出演する形を取っていた。

## 放送時間
時刻はいずれも日本標準時。特別番組が編成されていた時などには、時間帯移動ないしは放送休止になる場合があった。

### 番組終了時の放送時間
- 月曜 25:35 - 25:40
- 金曜 26:25 - 26:30

### 放送曜日の変遷
- 月曜・水曜（2002年10月 - 2006年9月） - ミニ番組『素足の彼女』終了後の次番組として放送開始。
- 月曜・木曜（2006年10月 - 2007年10月） - 30分番組『ベリータ』との枠交換により、水曜放送分が木曜へ移動。
- 月曜・水曜（2007年10月 - 2008年3月） - 木曜放送分が再び水曜へ移動。
- 月曜・金曜（2008年4月 - 2009年3月） - 『ベリータ』が再び水曜に戻ったことにより、水曜放送分が金曜へ移動。

## スタッフ
- ナレーター - 野中政宏（ボズアトール所属）、中矢由紀（有限会社ワイワイワイ所属）
- ディレクター - 中村俊之（ブリッジ）
- 制作 - ブリッジ、毎日放送テレビ